# Polyalthia longipes
Polyalthia longipes är en kirimojaväxtart som först beskrevs av Friedrich Anton Wilhelm Miquel, och fick sitt nu gällande namn av Sijfert Hendrik Koorders och Theodoric Valeton. Polyalthia longipes ingår i släktet Polyalthia och familjen kirimojaväxter. Inga underarter finns listade i Catalogue of Life.